# フリコ
フリコ（フリウリ語：Fricò）とは、イタリア北東部のフリウリ＝ヴェネツィア・ジュリア州ウーディネ県付近で発祥した、フリウーリ地方を代表する料理の1つである。

## 概要
フリコは、いずれもチーズを使用するものの、大きく分けて2つの作り方がある。

### ジャガイモを使用しないフリコ

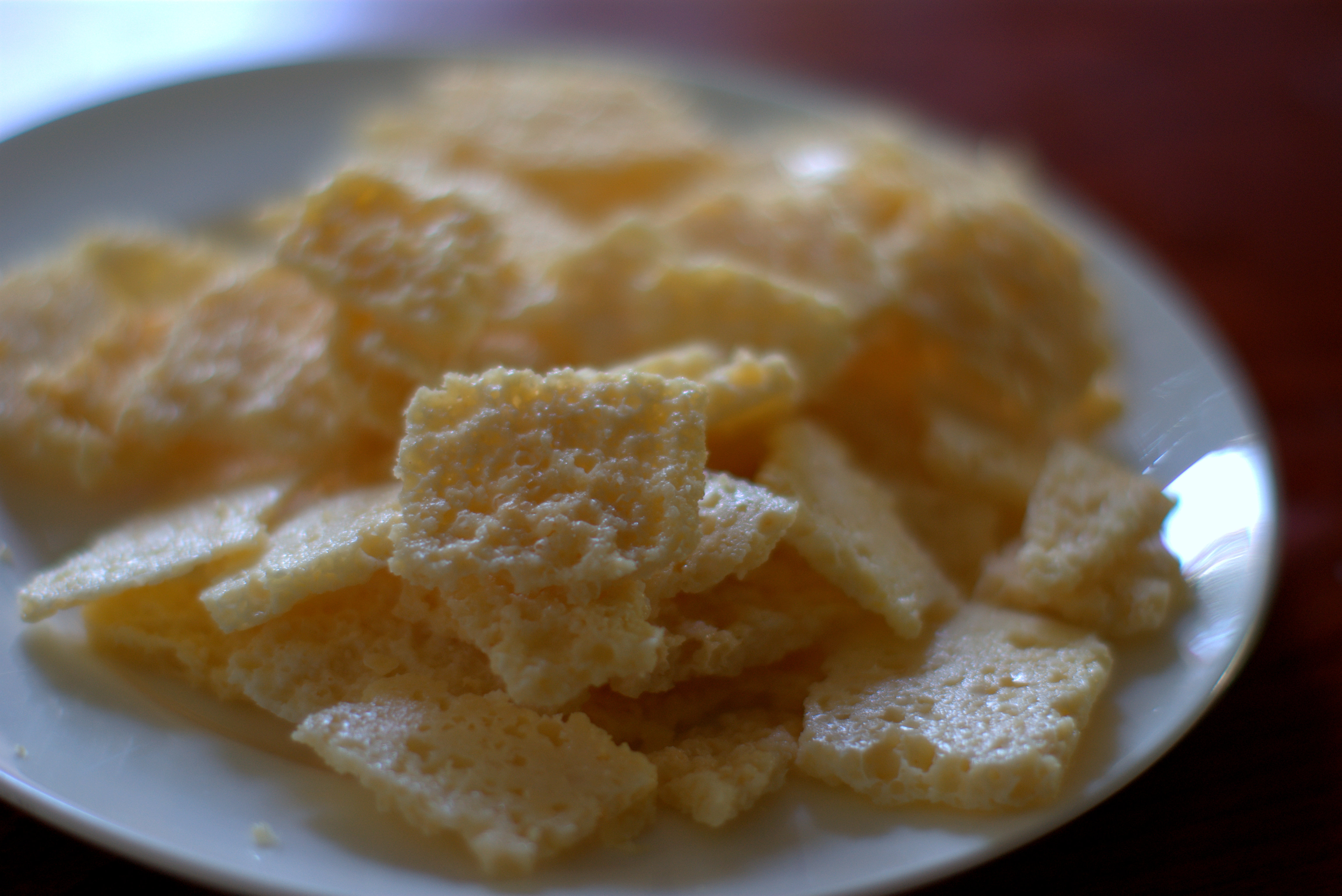
ジャガイモを使用しないタイプのフリコ。

このタイプのフリコは、細かく切ったチーズと水と少しの小麦粉で作る。なお、使用されるチーズは、パルメザンチーズか、モツァレラチーズか、モンタジオチーズが一般的である。作り方は、適切な大きさに切ったチーズを料理用のボウルなどに入れ、水気が多くなり過ぎないように水の量を調節して小麦粉と混ぜれば仕込みは終わる。あとはこれを油で揚げる、または、焼くことによってカリカリの状態にすれば完成である。このタイプのフリコは、しばしばスープやシチューに添えられたりもする。

### ジャガイモを使用するフリコ

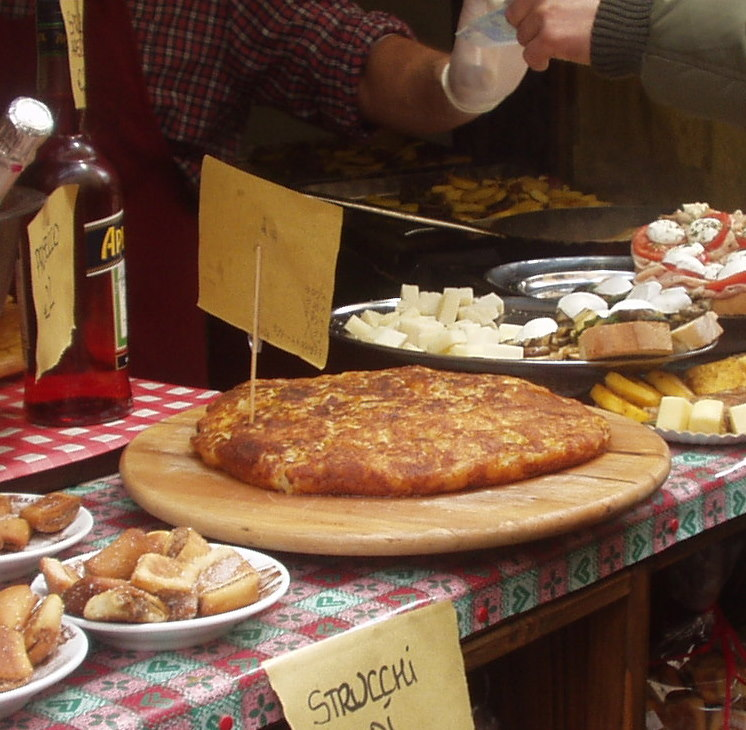
ジャガイモを使用するタイプのフリコ。

このタイプのフリコは、ジャガイモなども使用される。まず、大きな平鍋に、サイコロ状に切ったジャガイモに、タマネギ少々と油を少々加え、そこに適量の水を加え、火にかける。ジャガイモが柔らかくなったら、モンタジオチーズか、3ヶ月程度熟成させたチーズを、やはりサイコロ状に切って加える。チーズが溶けてジャガイモの中に入り込んだら、両面がキツネ色になって、かつ、カリカリになった部分ができるように、ひっくり返して両面を焼けば完成である。このタイプのフリコは、赤ワインなどと共に供される。

## 歴史
フリコは、フリウーリ地方で発祥した料理であり、元々はチーズの皮をリサイクルする方法として貧しい地域で作られていた。
最初のレシピは、アクイレイアのカメルレンゴに仕えたコックのマエストロ・マルティーノが1450年頃に考案した。